# Mahamoud Ali Youssouf
Mahamoud Ali Youssouf (Djibuti, 2 de setembro de 1965) é um diplomata djibutiano e presidente eleito da Comissão da União Africana. Ele é o Ministro dos Negócios Estrangeiros do Djibuti com mais tempo de serviço, tendo exercido o cargo desde 2005.
Em abril de 2024, ele foi nomeado pelo Djibuti para o cargo de Presidente da Comissão da União Africana. Em 15 de fevereiro de 2025, ele venceu as eleições em Adis Abeba, Etiópia, após sete rodadas de votação.

## Início da vida e educação
Mahamoud Ali Youssouf nasceu em 2 de setembro de 1965 na cidade de Djibuti. Ele recebeu sua educação básica em Djibuti.
A jornada educacional posterior de Yousouf o levou ao Reino Unido, França e Canadá. Estudou administração de empresas na Universidade de Liverpool e obteve seu mestrado em administração em 1990. Ele escreveu sua tese na Universidade Livre de Bruxelas na década de 1990.

## Carreira diplomática

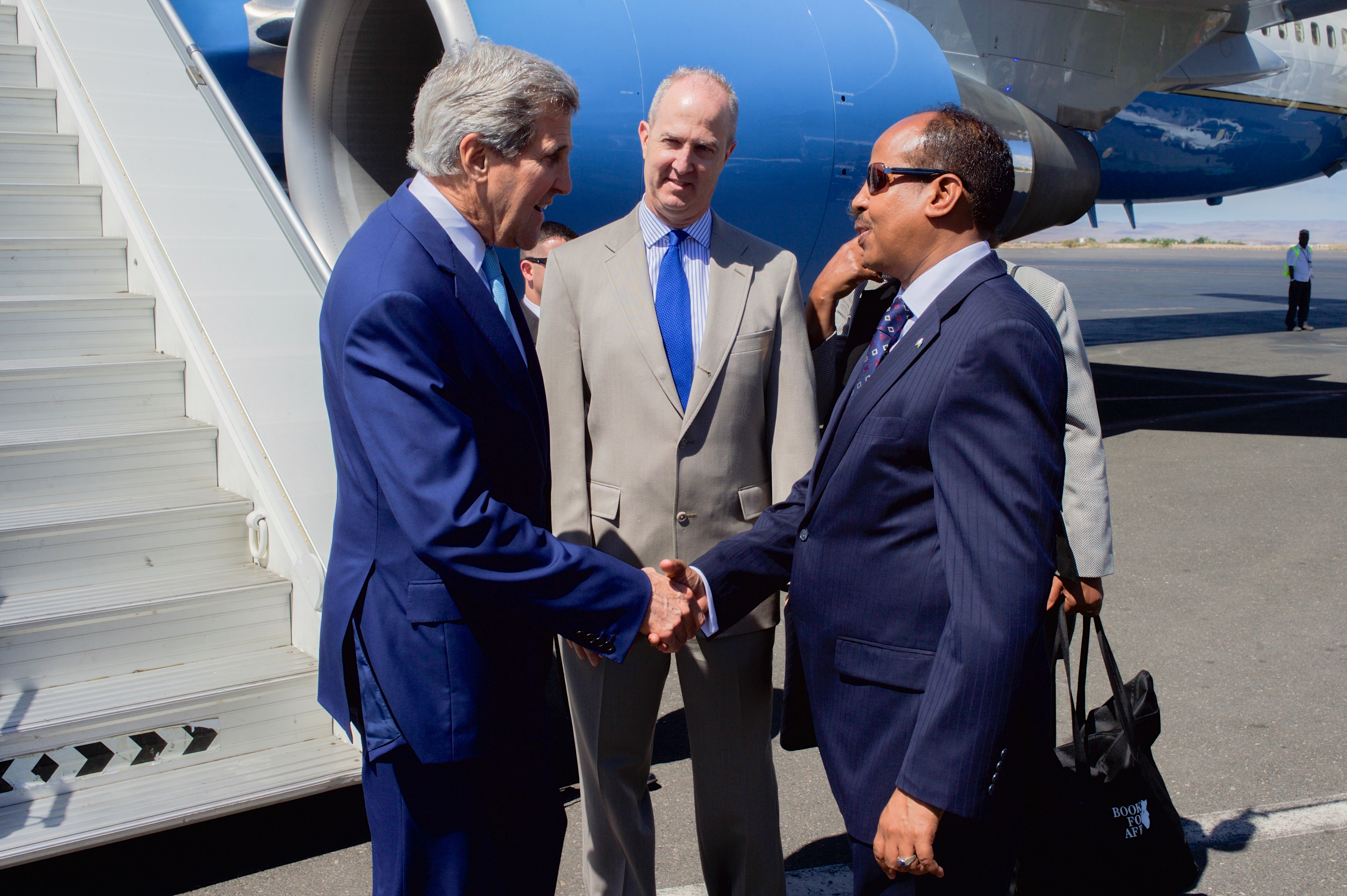
Encontro de Youssuf com o Secretário de Estado dos EUA, John Kerry, em 2015

Youssouf trabalhou no Ministério das Relações Exteriores do Djibuti e chefiou seu departamento de assuntos árabes durante a década de 1990. Foi embaixador no Egito de 1997 a 2001.
Youssouf foi nomeado Ministro-Delegado para a Cooperação Internacional em 4 de julho de 2001. Foi posteriormente nomeado Ministro dos Negócios Estrangeiros e da Cooperação Internacional em 22 de Maio de 2005. Em 2006, ele visitou o Japão.
Em 2008, Youssouf foi Presidente da 129ª Sessão Ordinária do Conselho de Ministros dos Negócios Estrangeiros da Liga Árabe.
Youssouf desempenhou papéis importantes na diplomacia internacional, especialmente no Chifre da África. Em declarações ao The New York Times em 2008, Youssouf disse que, embora Djibuti fosse um país pequeno, tinha um porto considerável e esperava desenvolver sua economia nos mesmos moldes de Dubai. Ele destacou a localização estratégica do país, que ele afirmou estar melhor posicionado do que o Dubai.

## Presidente da União Africana
O Djibuti nomeou Youssouf como seu candidato à Presidência da Comissão da União Africana (CUA) em Abril de 2024. Youssouf considerava a paz e a segurança a sua principal prioridade. No debate dos candidatos à presidência da AUC, Youssouf afirmou que os países africanos devem liderar o caminho para lidar com questões de segurança e devem parar de depender de outras nações. Ele também criticou o Conselho de Paz e Segurança por não ser suficientemente proativo e observou que as Forças Africanas de Reserva raramente eram utilizadas devido a problemas de financiamento. Ele foi endossado pela Organização para a Cooperação Islâmica.
Em 15 de fevereiro de 2025, Youssouf foi eleito presidente da União Africana, sucedendo ao chadiano Moussa Faki. A eleição, realizada em Adis Abeba, Etiópia, foi decidida pelos estados membros da União Africana após sete rodadas de votação, nas quais ele derrotou Richard Randriamandra, de Madagascar, e depois Raila Odinga, do Quênia, o principal candidato. Youssouf recebeu mensagens de felicitações do Secretário-Geral da ONU, António Guterres, e de todo o continente.

## Vida pessoal
Youssouf é fluente em somali, árabe, inglês e francês.
Diz-se que ele tem uma relação próxima com o presidente do Djibuti, Ismaël Omar Guelleh.